# Mistrzostwa Europy w Wioślarstwie 2010 – jedynka kobiet
Jedynka kobiet (W1x) – konkurencja rozgrywana podczas Mistrzostw Europy w Wioślarstwie 2010 w Montemor-o-Velho między 10 a 12 września.

## Harmonogram konkurencji
| Wydarzenie                  | Runda         |
| --------------------------- | ------------- |
| Piątek, 10 września 2010    | Eliminacje    |
| Piątek, 10 września 2010    | Repasaże      |
| Sobota, 11 września 2010    | Półfinały A/B |
| Sobota, 11 września 2010    | Finał C       |
| Niedziela, 12 września 2010 | Finał B       |
| Niedziela, 12 września 2010 | Finał A       |

## Medaliści
| Złoto                        | Srebro                      | Brąz                     |
| Białoruś · Kaciaryna Karsten | Czechy · Miroslava Knapková | Szwecja · Frida Svensson |

## Wyniki

### Eliminacje
Reguła kwalifikacji: 1-3 → PA/B, 4.. → R

#### Eliminacje 1
| Miejsce | Zawodnik                | Kraj       | Czas    | Uwagi |
| ------- | ----------------------- | ---------- | ------- | ----- |
| 1       | Kaciaryna Karsten       | Białoruś   | 7:39,75 | PA/B  |
| 2       | Nuria Domínguez Asensio | Hiszpania  | 7:44,66 | PA/B  |
| 3       | Kaisa Pajusalu          | Estonia    | 7:45,85 | PA/B  |
| 4       | Sara Silva Rebelo       | Portugalia | 7:49,07 | R     |
| 5       | Anja Šešum              | Słowenia   | 8:25,19 | R     |

#### Eliminacje 2
| Miejsce | Zawodnik          | Kraj    | Czas     | Uwagi |
| ------- | ----------------- | ------- | -------- | ----- |
| 1       | Julia Lewina      | Rosja   | 7:29,57  | PA/B  |
| 2       | Frida Svensson    | Szwecja | 7:31,39  | PA/B  |
| 3       | Fie Udby Erichsen | Dania   | 7:32,40  | PA/B  |
| 4       | Iva Obradović     | Serbia  | 7:36,75  | R     |
| 5       | Anna Egorjan      | Armenia | 10:13,52 | R     |

#### Eliminacje 3
| Miejsce | Zawodnik           | Kraj      | Czas    | Uwagi |
| ------- | ------------------ | --------- | ------- | ----- |
| 1       | Miroslava Knapková | Czechy    | 7:40,15 | PA/B  |
| 2       | Annick De Decker   | Belgia    | 7:49,27 | PA/B  |
| 3       | Sophie Dunsing     | Niemcy    | 7:55,76 | PA/B  |
| 4       | Ulla Varvio        | Finlandia | 7:59,30 | R     |

### Repasaże
Reguła kwalifikacji: 1-3 → PA/B, 4... → FC
| Miejsce | Zawodnik          | Kraj       | Czas     | Uwagi |
| ------- | ----------------- | ---------- | -------- | ----- |
| 1       | Iva Obradović     | Serbia     | 8:48,08  | PA/B  |
| 2       | Ulla Varvio       | Finlandia  | 8:58,92  | PA/B  |
| 3       | Sara Silva Rebelo | Portugalia | 9:11,18  | PA/B  |
| 4       | Anja Šešum        | Słowenia   | 9:30,39  | FC    |
| 5       | Anna Egorjan      | Armenia    | 12:35,64 | FC    |

### Półfinały A/B
Reguła kwalifikacji: 1-3 → FA, 4... → FB

#### Półfinały A/B 1
| Miejsce | Zawodnik           | Kraj      | Czas    | Uwagi |
| ------- | ------------------ | --------- | ------- | ----- |
| 1       | Kaciaryna Karsten  | Białoruś  | 7:37,22 | FA    |
| 2       | Miroslava Knapková | Czechy    | 7:38,78 | FA    |
| 3       | Frida Svensson     | Szwecja   | 7:41,20 | FA    |
| 4       | Iva Obradović      | Serbia    | 7:48,76 | FB    |
| 5       | Sophie Dunsing     | Niemcy    | 8:00,72 | FB    |
| 6       | Ulla Varvio        | Finlandia | 8:08,90 | FB    |

#### Półfinały A/B 2
| Miejsce | Zawodnik                | Kraj       | Czas    | Uwagi |
| ------- | ----------------------- | ---------- | ------- | ----- |
| 1       | Julia Lewina            | Rosja      | 7:37,31 | FA    |
| 2       | Fie Udby Erichsen       | Dania      | 7:39,31 | FA    |
| 3       | Kaisa Pajusalu          | Estonia    | 7:46,67 | FA    |
| 4       | Annick De Decker        | Belgia     | 7:47,31 | FB    |
| 5       | Nuria Domínguez Asensio | Hiszpania  | 8:02,24 | FB    |
| 6       | Sara Silva Rebelo       | Portugalia | 8:05,89 | FB    |

### Finał C
| Miejsce | Zawodnik     | Kraj     | Czas    | Uwagi |
| ------- | ------------ | -------- | ------- | ----- |
| 1       | Anja Šešum   | Słowenia | 8:29,35 |       |
| 2       | Anna Egorjan | Armenia  | 8:29,35 |       |

### Finał B
| Miejsce | Zawodnik                | Kraj       | Czas    | Uwagi |
| ------- | ----------------------- | ---------- | ------- | ----- |
| 1       | Iva Obradović           | Serbia     | 7:42,93 |       |
| 2       | Sophie Dunsing          | Niemcy     | 7:46,53 |       |
| 3       | Annick De Decker        | Belgia     | 7:50,21 |       |
| 4       | Sara Silva Rebelo       | Portugalia | 7:52,05 |       |
| 5       | Nuria Domínguez Asensio | Hiszpania  | 7:57,61 |       |
| 6       | Ulla Varvio             | Finlandia  | 8:02,61 |       |

### Finał A
| Miejsce | Zawodnik           | Kraj     | Czas    | Uwagi |
| ------- | ------------------ | -------- | ------- | ----- |
|         | Kaciaryna Karsten  | Białoruś | 7:24,63 |       |
|         | Miroslava Knapková | Czechy   | 7:25,90 |       |
|         | Frida Svensson     | Szwecja  | 7:27,47 |       |
| 4       | Fie Udby Erichsen  | Dania    | 7:29,17 |       |
| 5       | Julia Lewina       | Rosja    | 7:30,62 |       |
| 6       | Kaisa Pajusalu     | Estonia  | 7:46,24 |       |